# 家地川駅
家地川駅（いえぢがわえき）は、高知県高岡郡四万十町家地川にある四国旅客鉄道（JR四国）予土線の駅である。駅番号はG28。標高は185.5 mで予土線の駅ではもっとも標高が高い。JR四国最南端の駅になる。

## 歴史
- 1974年（昭和49年）3月1日：日本国有鉄道の駅として開業[1]。駅員無配置駅[2]。
- 1987年（昭和62年）4月1日：国鉄分割民営化により四国旅客鉄道に承継[1]。

## 駅構造
単式ホーム1面1線を有する地上駅。外部から駅へは、短い階段を上って至る。駅舎はなく、ホーム上に待合所が設置されている。無人駅となっている。

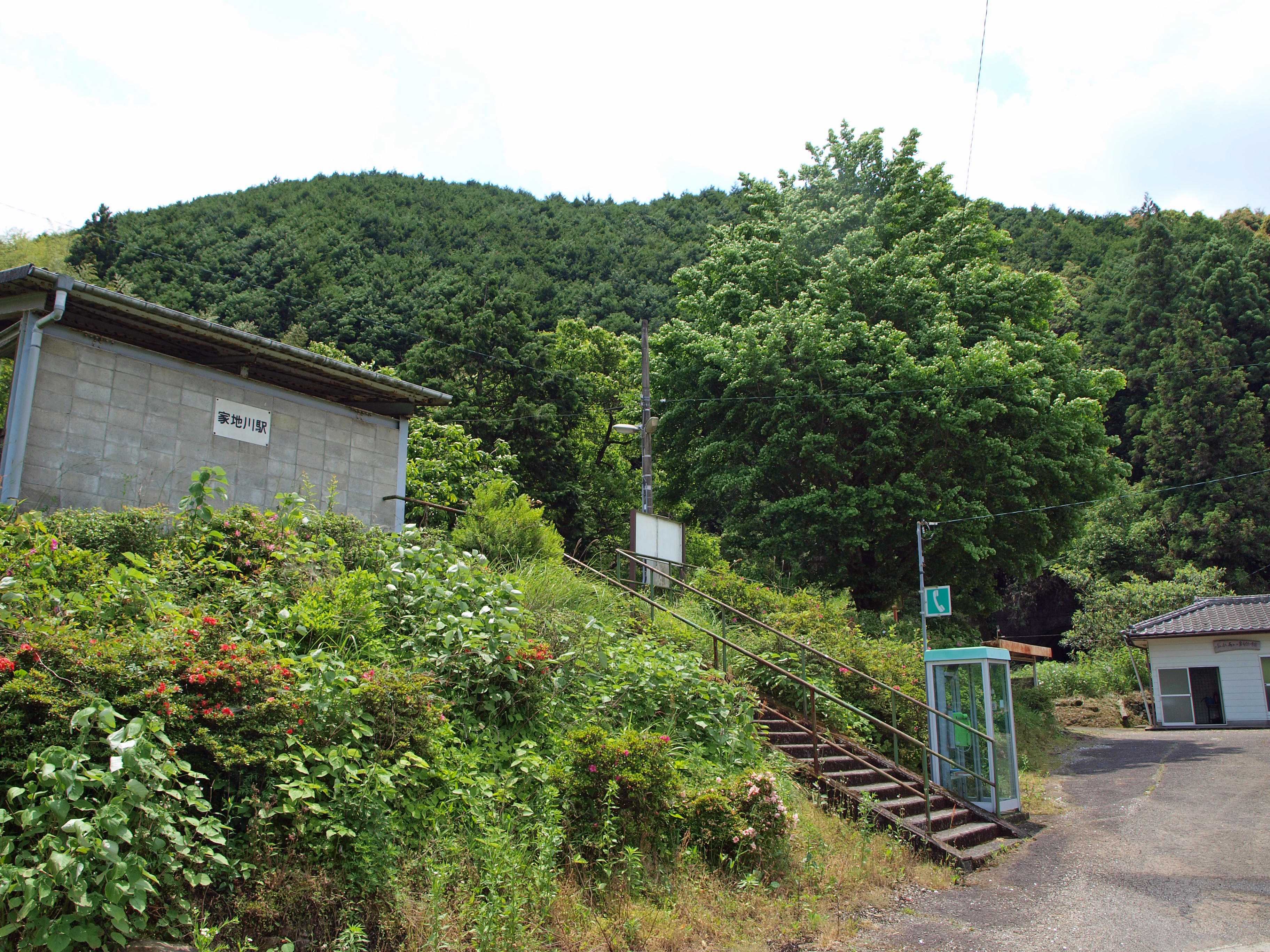
駅入口より（2010年5月）
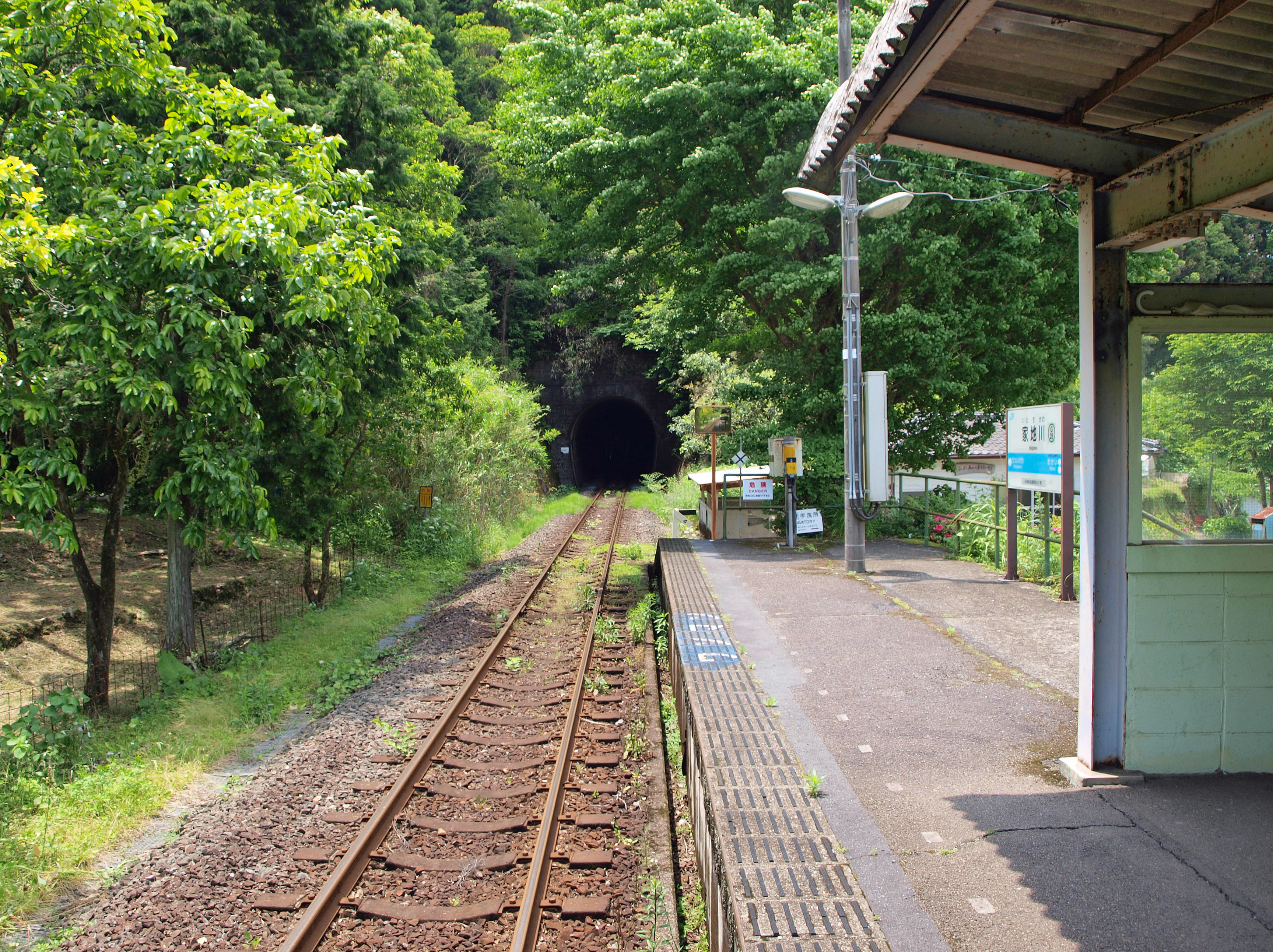
ホームより打井川方面を望む（2010年5月）

## 利用状況
| 1日乗降人員推移 | 1日乗降人員推移 |
| 年度            | 1日平均人数     |
| --------------- | --------------- |
| 2011年          | 2               |
| 2012年          |                 |
| 2013年          | 2               |
| 2014年          | 2               |
| 2015年          | 2               |
| 2016年          |                 |
| 2017年          | 2               |
| 2018年          | 2               |

## 駅周辺
駅北側は田畑が広がり、民家が点在する。駅のすぐ北に森林があり、その中には神社がある。北へ進むと「集落活動センターけやき」に至るが、この施設は「四万十町立家地川小学校」（2011年（平成23年）3月廃校）として使われたものを再活用したものである。駅西側には取水堰（家地川ダム）があり、その近くには家地川公園がある。この公園は桜の名所であり、見頃の時期を迎えると「家地川桜まつり」が催される。
- 河内神社
- 集落活動センターけやき
- 高知県道329号秋丸佐賀線
- 四万十交通「家地川駅前」停留所
- 家地川公園
- 四万十川
- 佐賀取水堰（家地川ダム）

## その他
- 固有名詞「家地川」をかな表記する場合、内閣告示「現代仮名遣い」表記の慣習による特例の項に示されるとおり、通常「いえじがわ」の表記を用いて書くが、当駅のかな表記は「いえぢがわ」である。

## 隣の駅
四国旅客鉄道（JR四国）
■予土線
若井駅 (G27) - （川奥信号場） - 家地川駅 (G28) - 打井川駅 (G29)